# Chasmatonotus brevicornis
Chasmatonotus brevicornis är en tvåvingeart som beskrevs av Yamamoto 1985. Chasmatonotus brevicornis ingår i släktet Chasmatonotus och familjen fjädermyggor. Inga underarter finns listade i Catalogue of Life.